# Mangaan(II)chloride
Mangaan(II)chloride is een mangaanzout van waterstofchloride, met als brutoformule MnCl2. De stof komt voor als een wit tot lichtroze kristallijn poeder, dat goed oplosbaar is in water. Mangaan(II)chloride is hygroscopisch en vormt bij contact met vocht het donkerroze tetrahydraat. Ook het dihydraat komt voor.

## Synthese
Mangaan(II)chloride kan bereid worden door reactie van mangaan of mangaan(II)carbonaat met waterstofchloride:
{\displaystyle \mathrm {Mn\ +\ 2\ HCl\ \longrightarrow \ MnCl_{2}\ +\ H_{2}} }
{\displaystyle \mathrm {MnCO_{3}\ +\ 2\ HCl\ \longrightarrow \ MnCl_{2}\ +\ CO_{2}\ +\ H_{2}O} }
In eerste instantie wordt het tetrahydraat verkregen, maar door verhitting kan het kristalwater verdreven worden.
Het ontstaat ook door behandeling van mangaan(IV)oxide met waterstofchloride. Tijdens de reactie wordt mangaan(IV) gereduceerd tot mangaan(II) en chloride-ionen geoxideerd tot het zeer toxische chloorgas:
{\displaystyle \mathrm {MnO_{2}\ +\ 4\ HCl\ \longrightarrow \ MnCl_{2}\ +\ 2\ H_{2}O\ +\ Cl_{2}} }
Deze reactie werd vroeger gebruikt ter productie van chloorgas.

## Eigenschappen
Mangaan(II)chloride komt in uiterst zuivere vorm als witte kristallen voor, maar wanneer het in oplossing wordt gebracht, ontstaat een roze oplossing. De reden hiervoor is dat het mangaan-ion een octaëdrische coördinatieverbinding vormt met water: het hexaaquamangaan(II)-ion of [Mn(H2O)6]2+.
Het tetrahydraat vormt eveneens een roze complex, maar bezit twee chloride-liganden die zich in de cis-configuratie bevinden. Indien het tetrahydraat aan een overmaat chloride-ionen wordt blootgesteld, treedt liganduitwisseling op en worden anorganische chloride-complexen gevormd, waaronder het tetraëdrische tetrachloromanganaat(II) (MnCl42−) en het octaëdrische hexachloromanganaat(II) (MnCl64−).

## Toepassingen
Mangaan(II)chloride wordt in laboratoria gebruikt om andere mangaanverbindingen aan te maken, die voornamelijk als katalysator worden ingezet. Mangaan(II)chloride wordt ook gebruikt als zout in een chemische tuin.